# Alfa Romeo 6C 2500 SS Villa d'Este
La 6C 2500 SS Villa d'Este è un'automobile prodotta tra 1949 e il 1952 dall'Alfa Romeo e dalla carrozzeria Touring Superleggera.

## Storia del modello
L'automobile, disegnata da Carlo Felice Bianchi Anderloni, prende il nome dal concorso d'eleganza Villa d'Este che si tiene nell'omonimo hotel di Cernobbio dal 1929 e che, nell'edizione del 1949, vede questa vettura aggiudicarsi il "Gran Premio Referendum" ovvero il premio attribuito dal pubblico.
Partendo dalla 6C 2500 SS Coupé realizzata dalla stessa Touring il carrozziere milanese ne realizza la massima evoluzione con importanti modifiche che la rendono una vettura nuova. 
Il frontale, a quattro fari, è dotato di un'alta griglia triangolare, che sta diventando sinonimo di Alfa Romeo, con i parafanghi che rimangono riconoscibili dal corpo vettura grazie a un solco, che parte da sotto i fanali anabaglianti, posti sulla sommità dei parafanghi, lambisce due fanali di profondità, più piccoli e incassati a fianco del trilobo, e poi prosegue fino all'abitacolo creando una "V" sul cofano arrivando poi fino alla coda. In basso si trovano due prese d'aria orizzontali sovrapposte, per il raffreddamento, tra cui, ma solo su alcuni esemplari, sono montati dei sottili paraurti sdoppiati. Sulla fiancata i parafanghi, pur integrati, sono ancora ben distinguibili grazie agli archi passaruota sottolineati da due nervature distinte in rilievo e quello posteriore anche da una bombatura che si fonde armonicamente nella portiera. Inoltre per migliorare l'abitabilità interna viene eliminato il predellino. 
Il lungo cofano è controbilanciato da un abitacolo raccolto, con parabrezza anteriore sdoppiato e molto inclinato, lunotto e padiglione più ampi, e montanti sottili, che contribuiscono a renderlo luminoso insieme ai finestrini posteriori; questi ultimi sono una delle differenze più evidenti tra le 6C 2500 SS coupé "standard" e "Villa d'Este". La coda arrotondata presenta due piccoli fanali rotondi, posti sul parafango posteriore simmetricamente rispetto ai fanali anteriori con il solco sul cofano, il vano portatarga incassato nel bagagliaio e, solo su alcuni esemplari, il paraurti posteriore. Su alcuni esemplari, tra cui il primo, le ruote vennero carenate con dei "copponi" cromati più eleganti dei raggi nudi, giudicati troppo sportivi per questo modello.
Come da tradizione per il carrozziere milanese sull'estremità anteriore destra e sinistra del cofano e sopra la targa posteriore sono presenti il marchio Touring e la scritta cromata Superleggera in corsivo per indicare il raffinato sistema di costruzione della carrozzeria. Grazie alla bellezza della linea la "Villa d'Este" viene prodotta in 36 esemplari, ognuno dotato di un allestimento diverso realizzato secondo il gusto dei vari committenti mediato dalla carrozzeria Touring stessa, ma nonostante l'indubbia bellezza è una delle ultime fuoriserie sportive Alfa Romeo a essere realizzato artigianalmente con telaio portante separato dalla carrozzeria realizzata da un carrozziere esterno.

## Il concorso Villa d'Este Style
Villa d’Este Style è l’appuntamento annuale che si tiene dal 2012 per celebrare l'Alfa Romeo 6C 2500 SS Villa d’Este, protagonista indiscussa della manifestazione, che riunisce alcuni esemplari preziosi e rarissimi di questa e altre vetture di pregio a Villa d’Este.

## Caratteristiche tecniche
| Caratteristiche tecniche - Alfa Romeo 6C 2500 SS "Villa d'Este" (1949)                                | Caratteristiche tecniche - Alfa Romeo 6C 2500 SS "Villa d'Este" (1949) | Caratteristiche tecniche - Alfa Romeo 6C 2500 SS "Villa d'Este" (1949) | Caratteristiche tecniche - Alfa Romeo 6C 2500 SS "Villa d'Este" (1949) | Caratteristiche tecniche - Alfa Romeo 6C 2500 SS "Villa d'Este" (1949) | Caratteristiche tecniche - Alfa Romeo 6C 2500 SS "Villa d'Este" (1949) |
| --- | --- | --- | --- | --- | --- |
| | | | | | |
| Configurazione                                                                                        | | | | | |
| Carrozzeria: berlinetta                                                                               | Carrozzeria: berlinetta | Posizione motore: anteriore longitudinale | Posizione motore: anteriore longitudinale | Trazione: posteriore | Trazione: posteriore |
| Dimensioni e pesi                                                                                     | | | | | |
| Ingombri (lungh.×largh.×alt. in mm): 4580 × 1780 × 1500                                               | Ingombri (lungh.×largh.×alt. in mm): 4580 × 1780 × 1500 | Ingombri (lungh.×largh.×alt. in mm): 4580 × 1780 × 1500 | Ingombri (lungh.×largh.×alt. in mm): 4580 × 1780 × 1500 | Diametro minimo sterzata: | Diametro minimo sterzata: |
| Interasse: 2700 mm                                                                                    | Interasse: 2700 mm | Carreggiate: anteriore 1460 - posteriore 1480 mm | Carreggiate: anteriore 1460 - posteriore 1480 mm | Altezza minima da terra: | Altezza minima da terra: |
| Posti totali: 2                                                                                       | Posti totali: 2 | Bagagliaio: | Bagagliaio: | Serbatoio: 80 litri | Serbatoio: 80 litri |
| Masse                                                                                                 | a vuoto: 1420 kg | a vuoto: 1420 kg | a vuoto: 1420 kg | a vuoto: 1420 kg | a vuoto: 1420 kg |
| Meccanica                                                                                             | | | | | |
| Tipo motore: 6 cilindri in linea, monoblocco in ghisa, testata in lega leggera                        | Tipo motore: 6 cilindri in linea, monoblocco in ghisa, testata in lega leggera | Tipo motore: 6 cilindri in linea, monoblocco in ghisa, testata in lega leggera | Cilindrata: (Alesaggio x corsa: 72 x 100 mm), totale 2.443 cm³ | Cilindrata: (Alesaggio x corsa: 72 x 100 mm), totale 2.443 cm³ | Cilindrata: (Alesaggio x corsa: 72 x 100 mm), totale 2.443 cm³ |
| Distribuzione: 2 valvole per cilindro, due alberi a camme in testa con comando a catena ed ingranaggi | Distribuzione: 2 valvole per cilindro, due alberi a camme in testa con comando a catena ed ingranaggi | Distribuzione: 2 valvole per cilindro, due alberi a camme in testa con comando a catena ed ingranaggi | Alimentazione: tre carburatori orizzontali monocorpo | Alimentazione: tre carburatori orizzontali monocorpo | Alimentazione: tre carburatori orizzontali monocorpo |
| Prestazioni motore                                                                                    | Potenza: 105 CV a 4800 giri/min | Potenza: 105 CV a 4800 giri/min | Potenza: 105 CV a 4800 giri/min | Potenza: 105 CV a 4800 giri/min | Potenza: 105 CV a 4800 giri/min |
| Accensione: a bobina e spinterogeno                                                                   | Accensione: a bobina e spinterogeno | Accensione: a bobina e spinterogeno | Impianto elettrico: 12V | Impianto elettrico: 12V | Impianto elettrico: 12V |
| Frizione: monodisco a secco                                                                           | Frizione: monodisco a secco | Frizione: monodisco a secco | Cambio: a 4 rapporti + RM, con comando al volante | Cambio: a 4 rapporti + RM, con comando al volante | Cambio: a 4 rapporti + RM, con comando al volante |
| Telaio                                                                                                | | | | | |
| Corpo vettura                                                                                         | portante a longheroni e traverse di acciaio | portante a longheroni e traverse di acciaio | portante a longheroni e traverse di acciaio | portante a longheroni e traverse di acciaio | portante a longheroni e traverse di acciaio |
| Sterzo                                                                                                | a vite e rullo | a vite e rullo | a vite e rullo | a vite e rullo | a vite e rullo |
| Sospensioni                                                                                           | anteriori: a ruote indipendenti, bracci tirati con molle elicoidali ed ammortizzatori idraulici coassiali racchiusi in un "astuccio" / posteriori: a ruote indipendenti, con ponte pendolare Porsche con barre di torsione longitudinali e ammortizzatori idraulici | anteriori: a ruote indipendenti, bracci tirati con molle elicoidali ed ammortizzatori idraulici coassiali racchiusi in un "astuccio" / posteriori: a ruote indipendenti, con ponte pendolare Porsche con barre di torsione longitudinali e ammortizzatori idraulici | anteriori: a ruote indipendenti, bracci tirati con molle elicoidali ed ammortizzatori idraulici coassiali racchiusi in un "astuccio" / posteriori: a ruote indipendenti, con ponte pendolare Porsche con barre di torsione longitudinali e ammortizzatori idraulici | anteriori: a ruote indipendenti, bracci tirati con molle elicoidali ed ammortizzatori idraulici coassiali racchiusi in un "astuccio" / posteriori: a ruote indipendenti, con ponte pendolare Porsche con barre di torsione longitudinali e ammortizzatori idraulici | anteriori: a ruote indipendenti, bracci tirati con molle elicoidali ed ammortizzatori idraulici coassiali racchiusi in un "astuccio" / posteriori: a ruote indipendenti, con ponte pendolare Porsche con barre di torsione longitudinali e ammortizzatori idraulici |
| Freni                                                                                                 | anteriori: a tamburo / posteriori: a tamburo, con comando idraulico | anteriori: a tamburo / posteriori: a tamburo, con comando idraulico | anteriori: a tamburo / posteriori: a tamburo, con comando idraulico | anteriori: a tamburo / posteriori: a tamburo, con comando idraulico | anteriori: a tamburo / posteriori: a tamburo, con comando idraulico |
| Pneumatici                                                                                            | 6.50-17 / Cerchi: a raggi tangenti da 17" | 6.50-17 / Cerchi: a raggi tangenti da 17" | 6.50-17 / Cerchi: a raggi tangenti da 17" | 6.50-17 / Cerchi: a raggi tangenti da 17" | 6.50-17 / Cerchi: a raggi tangenti da 17" |
| Prestazioni dichiarate                                                                                | | | | | |
| Velocità: 165 km/h                                                                                    | Velocità: 165 km/h | Velocità: 165 km/h | Accelerazione: | Accelerazione: | Accelerazione: |
| Fonte dei dati:                                                                                       | | | | | |